# Turismólogo
O Turismólogo é o profissional que conhece, analisa e estuda o turismo em sua totalidade. A profissão foi reconhecida no Brasil por meio da lei 12.591 , publicada no Diário Oficial da União de 19 de janeiro de 2012.

## Surgimento do Termo
O termo Turismólogo surgiu no início dos anos 70, com o intuito de normatizar uma categoria de profissionais da área de turismo que não possuem reconhecimento pelo mercado.
Nesse contexto, surge o turismo como um novo curso, valorizando o pensar turístico e suas possibilidades. Atualmente, foram encerrados centenas de cursos superiores em Turismo no Brasil, ficando aquelas que contribuem de certa forma com o pensar turístico há anos, haja vista, o aumento de publicações sobre o "pensar turístico" de Mestres e Doutores em Turismo.
Turismólogo = Profissionais com formação superior em Turismo ou hotelaria (consultar a lei  12.591/2012).
Bacharel em Turismo = Pessoa graduada em um curso de Bacharelado em Turismo.
Bacharel em Hotelaria - Pessoa graduada em um curso de Bacharelado em Hotelaria.
Existem algumas universidades que possibilitam a formação em Turismo e Hotelaria.
Tecnólogos em Gestão de Turismo, Gestão de Hotelaria, Eventos, Gastronomia - Pessoas formadas em curso superior de tecnologia (cursos de menor duração).

## Campos de Estudo e Atuação
Das possíveis atribuições do Turismólogo, este deve se mostrar apto, por exemplo, a:
- Elaborar políticas de Turismo municipais, estaduais, nacionais, internacionais, transregionais e transnacionais.
- Elaborar o planejamento do espaço turístico;
- Analisar e elaborar planos para o desenvolvimento do turismo de uma forma consciente; baseando-se em fatores sociais, culturais e econômicos presentes em cada região;
- Elaborar e coordenar trabalhos técnicos, estudos, pesquisas e projetos em diferentes áreas do turismo (sobretudo academicamente);
- Coordenar e orientar trabalhos de seleção e classificação de locais e áreas vocacionadas para o turismo;
- Coordenar áreas e atividades de lazer para o público em geral;
- Coordenar e orientar projetos de treinamento e/ou aperfeiçoamento de pessoal, em nível técnico ou de prestação de serviços, além de planejar e organizar eventos e viagens.

Simplificado, este é o trabalho idealizado que se espera do turismólogo e que, freqüentemente, não é compatível com a realidade do mercado. O turismólogo deve estar preparado para atuar em qualquer área do turismo, porém a abrangência da atividade requer deste alguma especialização, caso queira se destacar.
Mais factível, por exemplo, é a presença do Turismólogo em áreas menos executivas-coordenativas e mais subordinadas, ainda que gerenciais ou, ao contrário, quando este se torna empreendedor, em geral, de pequenos negócios. Daí sobretudo encontrarem-se em funções tais como:
- Lecionar nas inúmeras instituições (sobretudo as privadas) de ensino superior que oferecem o curso de turismo, notadamente no Brasil;
- Atender a turistas, fornecedores e consumidores em geral em hotéis, estabelecimentos de A&B e entretenimento, agências e operadoras, aeroportos, bureaux e centro de convenções e eventos diversos;
- Vender produtos e serviços turísticos os mais diversos seja autonomamente ou como encarregado no setor comercial em que esteja empregado;
- Realizar as mais diversas tarefas em qualquer atividade que tenha algum envolvimento com o fluxo de veranistas e a dinâmica multidisciplinar e multidimensional do fenômeno turístico.

O Turismo como atividade econômica tem se mostrado um importante gerador de renda. Porém para que possa gerar seus efeitos positivos deve ser planejado de forma a não acarretar a degradação do meio ambiente ou a concentração dos benefícios gerados por grandes grupos econômicos, daí a importância do planejamento da atividade por um profissional habilitado.
A tendência é que com o crescimento da atividade, os turismólogos alcancem posição de destaque e ocupem cargos mais elevados nas organizações às quais pertencem ou sejam proprietários.